# Hagelsiepen
Hagelsiepen ist eine Hofschaft in Hückeswagen im Oberbergischen Kreis im Regierungsbezirk Köln in Nordrhein-Westfalen (Deutschland).

## Lage und Beschreibung
Hagelsiepen liegt im nordöstlichen Hückeswagen unmittelbar an der Stadtgrenze zu Radevormwald.
Nachbarorte sind Marke, Niederhagelsiepen, Radevormwald-Dieplingsberg, Laake und Radevormwald-Kaffeekanne. Die Hofschaft ist über eine kleine Verbindungsstraße zwischen dem Radevormwalder Zentrum und Herweg erreichbar, die auch Kaffeekanne und Kirschsiepen anbindet. Über eine nicht für KFZ freigegebenen Straße ist der die Hofschaft mit der Industriestraße in Radevormwald verbunden.
Da das Stadtzentrum von Radevormwald deutlich näher als das von Hückeswagen liegt, nehmen die Bewohner der Hofschaft stärker am wirtschaftlichen und sozialen Leben von Radevormwald als dem von Hückeswagen teil.
Der Wiebach fließt nördlich an der Hofschaft vorbei und bildet gleichzeitig die Stadtgrenze zu Radevormwald. In Hagelsiepen mündet der gleichnamige Bach Hagelsiepen im Wiebach.

## Geschichte
1532 wurde der Ort das erste Mal in einer Einwohnerliste  („Hans im Hagelsypen, dessen Hausfrau und Tochter“) urkundlich erwähnt. Schreibweise der Erstnennung: Hagelsypen. Die Karte Topographia Ducatus Montani aus dem Jahre 1715 zeigt den Hof als Hagelsiepen. Im 18. Jahrhundert gehörte der Ort zum bergischen Amt Bornefeld-Hückeswagen.
1815/16 lebten 14 Einwohner im Ort. 1832 gehörte Hagelsiepen der Herdingsfelder Honschaft an, die ein Teil der Hückeswagener Außenbürgerschaft innerhalb der Bürgermeisterei Hückeswagen war. Der laut der Statistik und Topographie des Regierungsbezirks Düsseldorf als Weiler kategorisierte Ort besaß zu dieser Zeit vier Wohnhäuser und sechs landwirtschaftliche Gebäude. Zu dieser Zeit lebten 17 Einwohner im Ort, davon elf katholischen und sechs evangelischen Glaubens.
Im Gemeindelexikon für die Provinz Rheinland werden 1885 drei Wohnhäuser mit 13 Einwohnern angegeben. Der Ort gehörte zu dieser Zeit zur Landgemeinde Neuhückeswagen innerhalb des Kreises Lennep. 1895 besitzt der Ort drei Wohnhäuser mit 13 Einwohnern, 1905 drei Wohnhäuser und 30 Einwohner.

## Wander- und Radwege
Folgende Wanderwege führen durch den Ort:
- Der Radevormwalder Ortrundwanderweg A1 (Hölterhof)